# Conjuncție (astronomie)
Conjuncție, în astronomie și astrologie, este momentul apropierii maxime, ca poziție aparentă pe sfera cerească, a două corpuri cerești văzute de pe un al treilea (în general Pământul).

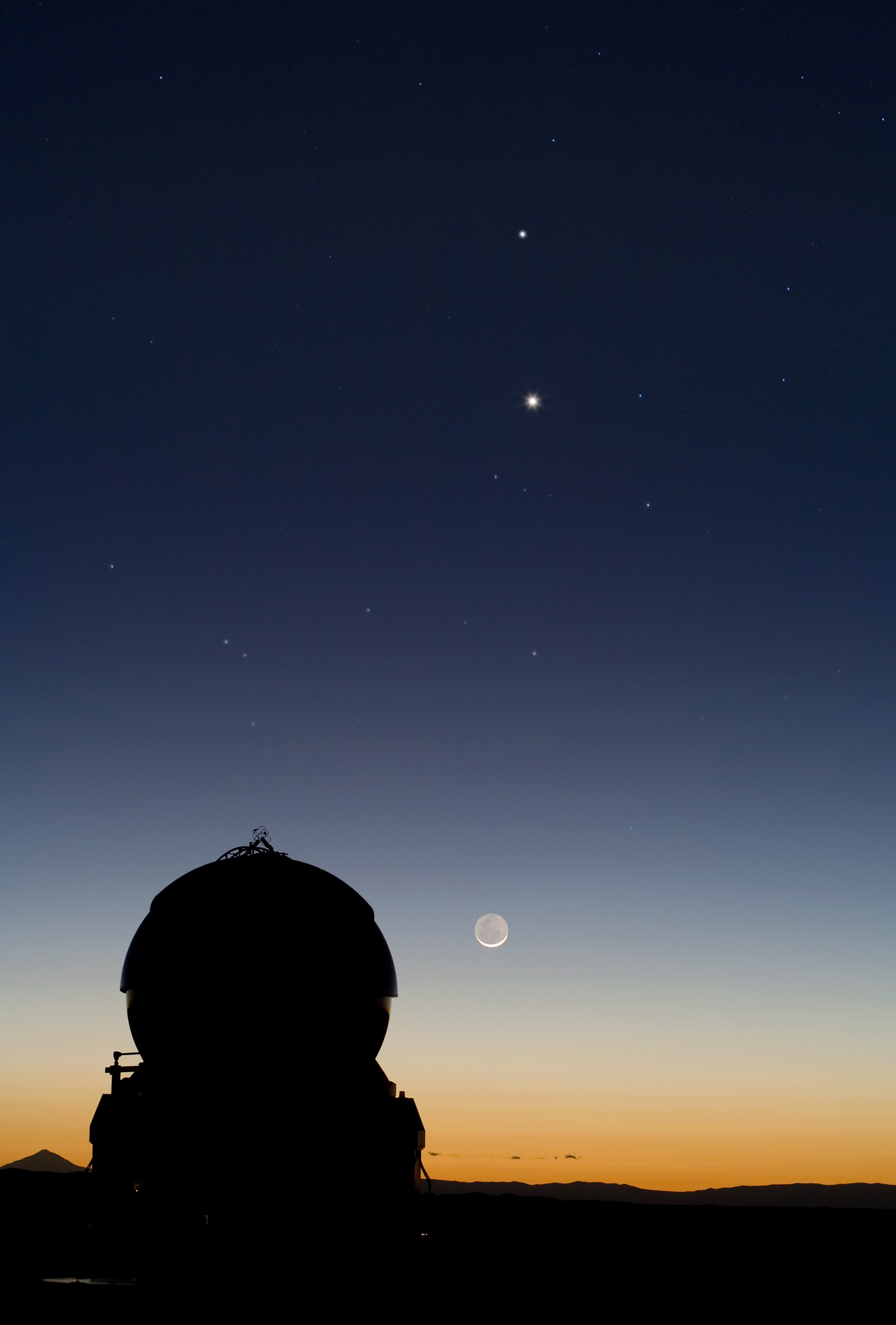
Conjuncția lui Mercur și Venus, aliniate deasupra Lunii, văzută de la observatorul de pe Cerro Paranal.

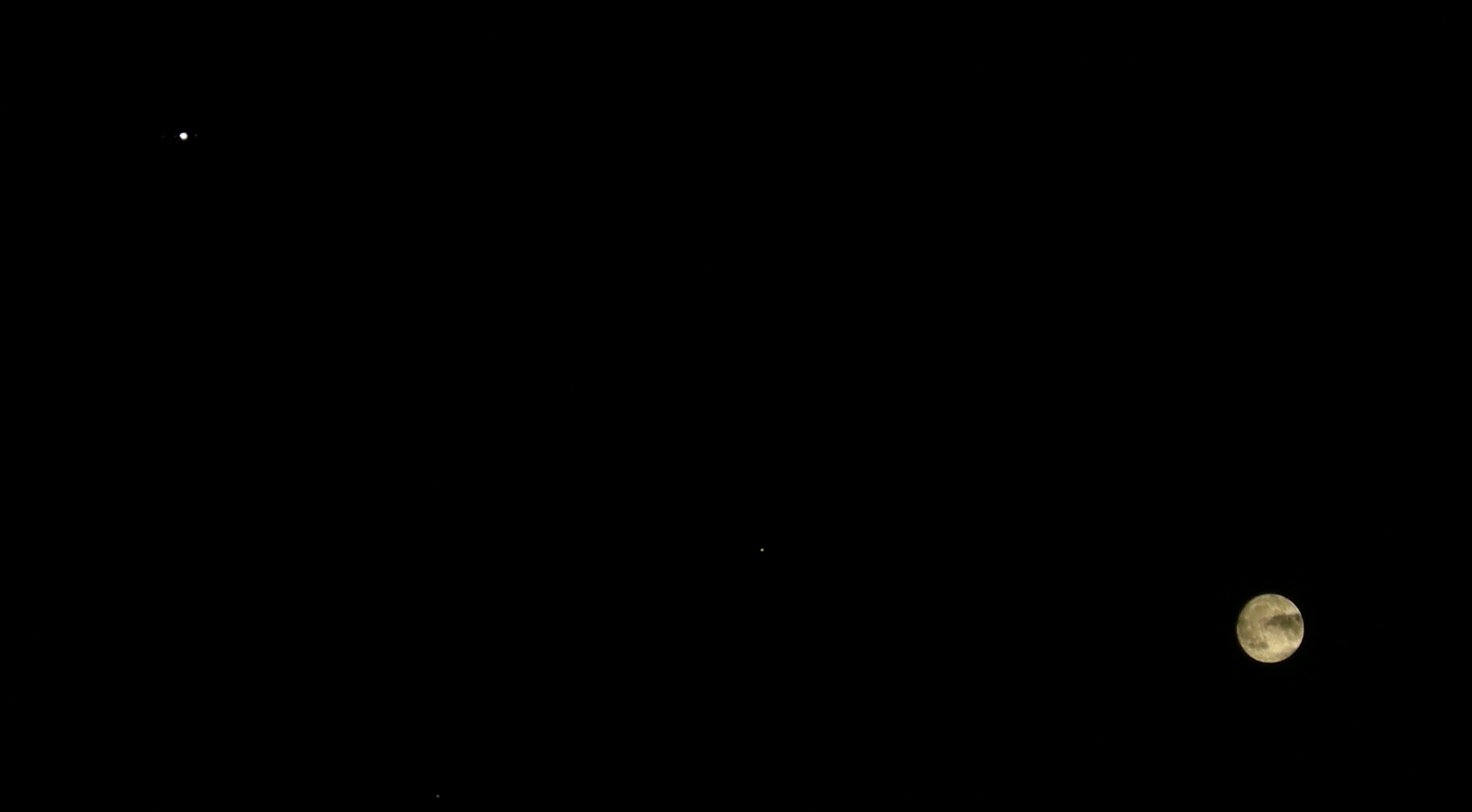
Conjuncție între Lună și Jupiter

Momentul depărtării maxime aparente a două corpuri cerești este numit opoziție.
În general, corpurile cerești considerate sunt Soarele, Luna și planetele. Datorită faptului că unghiurile dintre planele orbitelor planetelor și Lunii sunt foarte mici, traiectoriile aparente ale planetelor și Lunii sunt foarte apropiate de ecliptică. În consecință, conjuncția este, cu aproximație bună, momentul în care cele două corpuri au aceeași longitudine ecliptică (și, totodată, ascensii drepte apropiate). Dacă și latitudinile ecliptice au valori apropiate în momentul conjuncției, are loc un fenomen de tranzit sau de ocultație.

## Definiție

Conjuncție superioară și conjuncție inferioară

Ca regulă generală, când se vorbește simplu despre conjuncția a două obiecte cerești semnifică faptul că au o ascensie dreaptă apropiată. Este posibil de asemenea să se vorbească de conjuncție atunci când cele două obiecte împart aceeași longitudine ecliptică. Conjuncțiile în ascensie dreaptă și în longitudine ecliptică nu se produc de obicei în același moment, dar sunt adesea foarte apropiate una de cealaltă.
Dacă cele două obiecte posedă aceeași declinație în momentul unei conjuncții în ascensie dreaptă (sau aceeași latitudine ecliptică în timpul unei conjuncții în longitudine ecliptică), cel care este mai aproape de observator pare să treacă prin fața celui care este mai departe. Cele trei corpuri sunt atunci în situație de syzygie și este posibil să se observe o ocultație, un tranzit sau chiar o eclipsă.
Conjuncția Lunii cu Soarele corespunde fazei numite lună nouă și poate duce la o eclipsă de Soare.

### Conjuncție inferioară și superioară
Văzut de pe un obiect ceresc plasat pe o orbită exterioară, un obiect pe o orbită interioară este în conjuncție superioară în raport cu obiectul în jurul căruia orbitează acestea (în general Soarele), când obiectul interior se află de partea opusă obiectului principal. Invers, există conjuncție inferioară atunci când cele două obiecte se află în opoziție în raport cu obiectul de referință, când este văzut de pe obiectul interior.
Termenii de conjuncție superioară și conjuncție inferioară sunt utilizați, cel mai adesea, pentru planetele Mercur și Venus, care sunt planete interioare în raport cu Soarele văzute de pe Pământ.
În cazul conjuncției unei planete inferioare (Mercur sau Venus) cu Soarele, distingem:
- conjuncție superioară, când Soarele se găsește aproximativ între planeta respectivă și Pământ;
- conjuncție inferioară, când planeta trece aproximativ printre Soare și Pământ, în acel moment putându-se produce un eveniment de tranzit al planetei pe discul Soarelui.

Durata medie între două conjuncții succesive cu Soarele ale Lunii sau ale unei planete superioare, precum și durata între două conjuncții superioare succesive sau între două conjuncții inferioare succesive ale unei planete inferioare este perioada sinodică a Lunii sau a planetei respective.